# Ukraińska Grupa Helsińska
Ukraińska Grupa Helsińska (Ukraińska Społeczna Grupa na rzecz Wykonania Porozumień Helsińskich) (ukr. Українська громадська група сприяння виконанню Гельсінських угод  lub też  Українська Гельсінська група (УГГ)) ukraińska organizacja obrony praw człowieka.
Została założona przez 10 osób w 9 listopada 1976 na wzór Moskiewskiej Grupy Helsińskiej. Na czele organizacji stanął Mykoła Rudenko, a w jej skład wchodziło ogółem (w różnych okresach) 37 osób, m.in.: Ołeksandr Berdnyk, Nina Strokata, Wasyl Stus, Łewko Łukjanenko, Iwan Kandyba, Nadija Switłyczna, Wiaczesław Czornowił, jak również Swiatosław Karawanskyj, Oksana Popowycz, Oksana Meszko, Irina Senyk, Wasyl Stus, Petro Siczko, Danyło Szumuk, Jurij Szuchewycz, Myrosław Marynowycz, Ołeksandr Berdnyk, Wasyl Romaniuk, Josyf Zisels.
Do końca 1980 roku organizacja wydała 30 deklaracji, apeli i innych dokumentów w obronie praw człowieka. Od 1979 roku w USA funkcjonowało Przedstawicielstwo Zagraniczne UGH. 
W grudniu 1976 zaczęły się rewizje i przesłuchania członków Grupy, a w styczniu 1977 aresztowania, do marca 1981 wszyscy członkowie znaleźli się w więzieniu lub na emigracji. Jednym z aresztowanych i zasadzonych w roku 1979 był Wasyl Stus, jeden z najwybitniejszych poetów ukraińskich XX, który zmarł w łagrze (4 września 1985 roku).
7 lipca 1988 Grupa reaktywowała się pod przewodnictwem Łewka Łukjanenki, w marcu 1988 przekształciła się w Ukraiński Związek Helsiński.